# Рыбница (приток Прута)
Ры́бница (укр. Ри́бниця) — река в Косовском и Коломыйском районах Ивано-Франковской области Украины. Правый приток Прута (бассейн Чёрного моря). Длина реки — 54 км. Площадь водосборного бассейна — 276 км². Уклон реки — 11 м/км.

## Описание
В верхнем и среднем течении — горная река. Долина местами находится в ущелье; её ширина по дну — до 100 м. Пойма шириной от 20-100 до 800 м (на отдельных участках). Русло слабо извилистое, умеренно разветвлённое. В местах выхода скальных пород — порожистые участки; выше города Косова находится водопад (высота падения воды 3,5 м). Ширина русла 10-20 м (наибольшая — 35 м).
На реке построены противопаводковые гидротехнические сооружения. Воду используют для водоснабжения и орошения.
Развито любительское рыбоводство — широко распространены голавли, гольяны, быстрянки, уклейки, несколько реже — бычковые (бычок-головач), уховёртки, усатые гольцы, усачи, очень редко — форель и дунайский лосось.

## Течение

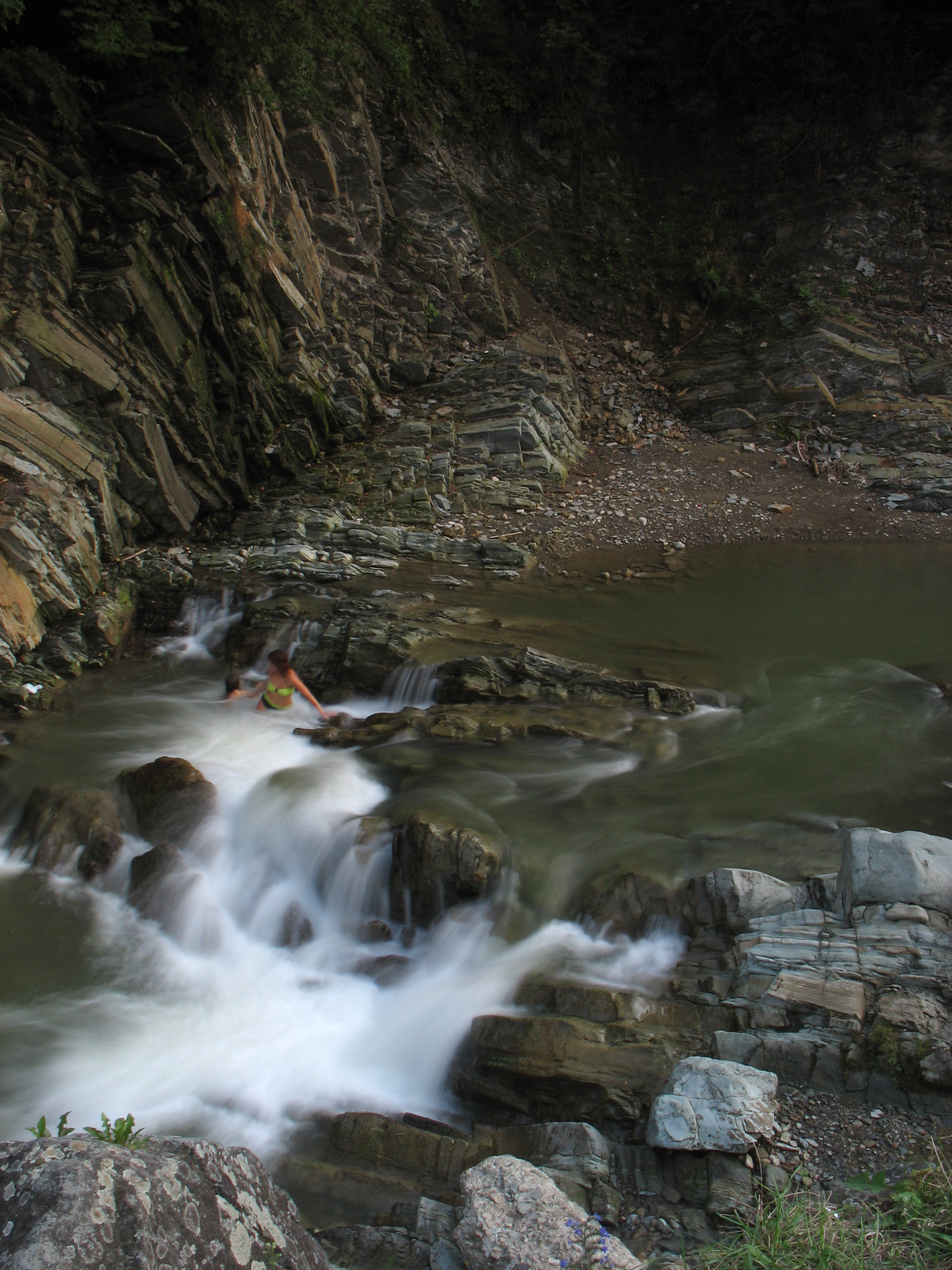
Водопад Косовский Гук

Берёт начало в Покутско-Буковинских Карпатах, к юго-западу от села Яворова Косовского района. Течёт преимущественно на северо-восток. Впадает в Прут к югу от села Волчковцы.
Крупнейшие притоки: Безулька, Речка, Тарновец, Химчик (левые); Бабин (правые).

## Населённые пункты
На Рыбнице расположен город Косов, в котором есть гидрологический пост (с 1956 года). В пределах Косова на реке расположен живописный водопад — Косовский Гук.
Кроме того, на берегах реки расположены (от истока к устью):
- Косовский район:

Яворов, Соколовка, Город, Вербовец, Рожнов.
- Снятынский район:

Новоселица, Джуров, Рудники.